# Трынково (Старозагорская область)
Трынково (болг. Трънково) — село в Болгарии. Находится в Старозагорской области, входит в общину Раднево. Население составляет 475 человек.

## Политическая ситуация
В местном кметстве Трынково, в состав которого входит Трынково, должность кмета (старосты) исполняет Минчо Господинов Минчев (Болгарская социалистическая партия (БСП)) по результатам выборов правления кметства.
Кмет (мэр) общины Раднево — Нончо Драгиев Воденичаров (инициативный комитет) по результатам выборов в правление общины.